# So sánh các điện thoại thông minh

Điện thoại thông minh

## Phần cứng và OS

### 2013
| Sản phẩm                     | CPU                                                                                      | Bộ nhớ trong       | RAM                 | OS                                            | UI                                                                | Kích thước              | Nặng    | Màn hình                                                                                       | Bàn phím      | Máy ảnh | Khác | GPU                                                                            |
| ---------------------------- | ---------------------------------------------------------------------------------------- | ------------------ | ------------------- | --------------------------------------------- | ----------------------------------------------------------------- | ----------------------- | ------- | ---------------------------------------------------------------------------------------------- | ------------- | --- | --- | ------------------------------------------------------------------------------ |
| Nexus 5                      | 2.3 GHz lõi-tứ (Snapdragon 800) CPU, Krait 400                                           | 16, 32 GB          | 2 GB LPDDR3 800 MHz | Android 4.4 (KitKat)                          |                                                                   | 69,1 x 137,9 x 8,6 mm   | 130g    | 4,95" 1.920 x 1.080, 445ppi                                                                    | QWERTY mềm    | 8 MP OIS (Ổn định quang học), Sapphire Crystal Glass Lens, Đa điểm AF (9 điểm), Quay/phát Full HD 30fps | Wi-Fi a/b/g/n/ac, pin 2300mAh Li-Po, máy ảnh trước 1.3MP, GPS | Adreno 330                                                                     |
| Alcatel One Touch Idol Ultra | 1,2 GHz lõi-kép MT6577+                                                                  | 16 GB              | 1 GB                | Android 4.1 (Jelly Bean)                      |                                                                   | 134,4 × 68,5 × 6,5 mm   | 110 g   | 4,7" 1.280 × 720                                                                               | QWERTY mềm    | 8 MP sau, 720p video; 1,3 MP trước | microUSB, Wi-Fi (802.11 a/b/g/n, Wi-Fi Direct), Bluetooth 4.0, aGPS, gia tốc, cảm biến ánh sáng, cảm biến gần, la bàn |                                                                                |
| Apple iPhone 5S              | 1,3 GHz lõi-kép (64-bit)                                                                 | 16, 32, hoặc 64 GB | 1 GB LPDDR3 RAM     | iOS 7.0.3                                     |                                                                   | 123,8 x 58,6 x 7,6 mm   | 112 g   | 4,0" 1.136 x 640 LED backlit IPS TFT LCD                                                       | QWERTY mềm    | 8 MP sau cảm biến ánh sáng, True Tone flash, HD video (1080p) với 30 khung/giây, HD video (720p) với 120 khung/giây; trước, 1,2 MP, HD video (720p) | Wi-Fi (802.11 a/b/g/n) (802.11n: 2,4 và 5 GHz), Bluetooth 4.0, GPS & GLONASS. | PowerVR G6430 (bốn cụm) - chưa xác nhận                                        |
| BlackBerry Q10               | 1,5 GHz lõi-kép Snapdragon S4 Plus                                                       | 16 GB              | 2 GB                | BlackBerry 10                                 |                                                                   | 119,6 × 66,8 × 10,4 mm  | 139 g   | 3,1" 720 × 720                                                                                 | QWERTY đầy đủ | 8 MP sau, 1080p video với tự động lấy nét, LED flash; 2 MP trước, 720p video | Bàn phím QWERTY, microSDXC, microUSB, Wi-Fi (IEEE 802.11n-2009), Bluetooth 4.0, NFC, Micro HDMI, Micro-USB, GPS. |                                                                                |
| BlackBerry Z10               | 1,5 GHz lõi-kép Qualcomm Snapdragon S4 Plus (LTE) hoặc TI OMAP 4470 (Không-LTE)          | 16 GB              | 2 GB                | BlackBerry 10                                 |                                                                   | 130 × 65,6 × 9 mm       | 137,5 g | 4,2" 1.280 × 768, 356 ppi                                                                      | QWERTY mềm    | 8 MP sau, 1080p video với tự động lấy nét, LED flash; 2 MP trước, 720p video | QWERTY keyboard, microSDXC, microUSB, Wi-Fi (IEEE 802.11n-2009), Bluetooth 4.0, NFC, Micro HDMI, Micro-USB, GPS & GLONASS. | Adreno 225 (LTE) hoặc PowerVR SGX 544 (Không-LTE)                              |
| Blackberry Z30               | 1,7 GHz lõi kép Qualcomm Snapdragon S4 Plus (LTE) (MSM8960 T Pro)                        | 16 GB              | 2 GB                | BlackBerry 10.2                               |                                                                   | 140,7 x 72 x 9,4 mm     | 170 g   | 5" 1.280 × 768, 295ppi, Super AMOLED                                                           | Soft QWERTY   | 8 MP sau, 1080p video với tự động lấy nét, LED flash; 2 MP trước, 720p video | Bàn phím QWERTY, microSDXC, microUSB, Wi-Fi (IEEE 802.11n-2009), Bluetooth 4.0, NFC, Micro HDMI, Micro-USB, GPS & GLONASS. | Adreno 320 (LTE) hoặc PowerVR SGX 544 (Không-LTE)                              |
| HTC One                      | 1,7 GHz lõi-tứ Krait 300 (snapdragon 600)                                                | 32, 64 GB          | 2 GB                | Android 4.1.2                                 | HTC Sense 5.0                                                     | 137,4 × 68,2 × 9,3 mm   | 143 g   | 4,7" HD 1080p Super LCD 3 với ma trận RGB (tỉ lệ 16:9) (468 ppi) với Corning Gorilla Glass 2.0 | QWERTY mềm    | 4 MP, máy ảnh 2.0 μm tự động lấy nét, "UltraPixel" cảm biến hình ảnh, LED flash thông minh, cảm biến BSI, khẩu độ F2.0, 28 mm lens, chip hình ảnh chuyên dụng, chụp hình liên tiếp, ổn định hình ảnh quang học. Quay video 1080p HD, ổn định video, slow motion video (768 × 432 pixels), quay video HDR; 2,1-megapixel máy ảnh trước (1080p recording) | Wi-Fi 802.11 a/b/g/n/ac (2.4/5 GHz), NFC, Bluetooth: 4.0 với apt-X, DLNA, Infrared Blaster, MHL 2.0, HDMI, gia tốc, con quay, la bàn kỹ thuật, cảm biến gần, cảm biến ánh sáng xung quanh, GPS & GLONASS. | Adreno 320                                                                     |
| Huawei Ascend D2             | 1,5 GHz lõi-tứ Hi-Silicon K3V2 + Balong V7R1                                             | 32 GB              | 2 GB                | Android 4.1 (Jelly Bean)                      |                                                                   | 140 × 71 × 9,4 mm       | 170 g   | 5,0" 1.920 × 1.080, 443 ppi                                                                    | Soft QWERTY   | 13 MP sau với HDR, 1080p video; 1,3 MP trước | microUSB, Wi-Fi (802.11 a/b/g/n, băng thông đôi, DLNA, Wi-Fi Direct, Wi-Fi hotspot), Bluetooth 4.0 LE EDR, GPS, con quay, khả năng chống nước |                                                                                |
| Huawei Ascend Mate           | 1,5 GHz lõi-tứ Hi-Silicon K3V2 + Intel XMM6260                                           | 16 GB              | 2 GB                | Android 4.1 (Jelly Bean)                      |                                                                   | 163,5 × 85,7 × 9,9 mm   | 198 g   | 6,1" 1.280 × 720                                                                               | QWERTY mềm    | 8 MP sau với HDR; 1,0 MP trước | microUSB, Wi-Fi (802.11 a/b/g/n, băng thông đôi, DLNA, Wi-Fi Direct, Wi-Fi hotspot), Bluetooth 4.0 LE EDR |                                                                                |
| Huawei Ascend W1             | 1,2 GHz lõi-kép Qualcomm Krait (MSM8230)                                                 | 4 GB               | 512 MB              | Windows Phone 8                               |                                                                   | 124,5 × 63,5 × 10,15 mm | 130 g   | 4,0" 800 × 480                                                                                 | Soft QWERTY   | 5 MP sau với LED flash, 720p video; 0,3 MP trước | Cảm ứng với cộng nghệ OGS, microUSB (lên đến 32GB), Wi-Fi (802.11b/g/n), Bluetooth 2.1, thời gian chờ 470 giờ | Adreno 305                                                                     |
| Lenovo K900                  | 1,8 GHz lõi-kép Intel Clover Trail+                                                      | 16 GB              | 2 GB                | Android 4.2 (Jelly Bean)                      |                                                                   | x × x × 6,9 mm          | 162 g   | 5,5" 1.920 × 1.080, 401 ppi                                                                    | QWERTY mềm    | 13 MP sau với tự động lấy nét, LED flash kép, thẻ địa lý, nhận diện khuôn mặt, 1080p@30fps video; 2 MP trước | microSD (lên đến 32GB), microUSB v2.0, màn hình IPS, Corning Gorilla Glass 2, Wi-Fi (802.11b/g/n, băng thông đôi, Wi-Fi hotspot), Bluetooth với A2DP, gia tốc, gần, la bàn | PowerVR SGX544                                                                 |
| LG G2                        | 2,26 GHz lõi-tứ (Snapdragon 800) CPU, Krait 400                                          | 32 GB eMMC         | 2 GB LPDDR3 800 MHz | Android 4.2.2 (Jelly Bean)                    |                                                                   | 70,9 x 138,5 x 9,1 mm   | 140g    | 5,2" 1.920 x 1.080, 423ppi                                                                     | QWERTY mềm    | 13 MP OIS (Ổn định hình ảnh quang học), 8x zoom kỹ thuật số, Sapphire Crystal Glass Lens, Đa điểm AF (9 điểm), quay/phát Full HD 60fps | Pin 3000 mAh SiO+, CDMA (1x / EVDO Rev.A)2G (GSM / EDGE)3G (HSPA+42Mbit/s / HSPA+21Mbit/s)LTE (SVLTE, CSFB, CA, VoLTE, RCS, MIMO), 24bit x 192 kHz âm thanh Hi-Fi, máy ảnh sau 2,1MP, QMemo, QSlide, Qvoice, QRemote, Guest Mode, Smart Link, KnockOn, MotionCall                                                                                     | Adreno 330                                                                     |
| Samsung Galaxy S4            | 1,9 GHz lõi tứ Krait 300 / 1,6 GHz lõi tứ ARM Cortex-A15 và 1,2 GHz lõi tứ ARM Cortex-A7 | 16, 32, 64 GB      | 2 GB                | Android 4.2.2 (Jelly Bean)                    | TouchWiz UI                                                       | 136,6 x 69,8 x 7,9mm mm | 130 g   | 4,99" 16M-màu Super AMOLED HD cảm ứng điện dung với độ phân giải 1.920 x 1.080 pixels (441ppi) | QWERTY mềm    | 13,1 MP sau quay video Full HD (1080p) với 30fps, 2 MP trước | Wi-Fi a/b/g/n/ac, Wi-Fi hotspot, Bluetooth 4.0, cổng microUSB chuẩn với MHL (TV Out, USB host), GPS thu nhận với A-GPS và GLONASS, 3.5mm audio jack, NFC, cổng hồng ngoại Pin: 2600 mAh, Misc:hỗ trợ Extremely rich video/audio codec, tích hợp gia tốc, Smart stay và Smart rotation theo dõi mắt, Smart pause, Smart school, S Health, Air Gestures | Chip: Exynos 5410 Octa / Snapdragon 600, GPU: PowerVR SGX 544MP3 / Adreno 320, |
| Samsung Galaxy S4 Mini       | 1,7 GHz lõi-kép Krait 300                                                                | 8 GB               | 1,5 GB              | Android 4.2.2 (Jelly Bean)                    | TouchWiz UI                                                       | 124,6 x 61,3 x 8,9mm mm | 107 g   | 4,3" 16M-màu Super AMOLED qHD cảm ứng điện dung với độ phân giải 960 x 540 pixels (256ppi)     | QWERTY mềm    | 8 MP sau quay video Full HD (1080p) với 30fps, 1,9 MP trước | Wi-Fi a/b/g/n, Wi-Fi hotspot, Bluetooth 4.0, cổng microUSB chuẩn, GPS thu nhận A-GPS và GLONASS, 3.5mm audio jack, NFC (chỉ bản I9195), cổng hồng ngoại Pin: 1900 mAh, Misc:tích hợp cảm biến, S Health, FM Radio | Adreno 305                                                                     |
| Sony Xperia L                | 1 GHz lõi kép Krait                                                                      | 8 GB               | 1 GB                | Android 4.3 Jellybean                         | Timescape UI                                                      | 128,7 × 65 × 9,7 mm     | 137 g   | 4,3" 854 × 480 TFT LCD, 228 ppi                                                                | QWERTY mềm    | 8 MP Exmor RS với LED flash, thẻ địa lý, nhận diện khuôn mặt, ổn định hình ảnh, HDR, sweep panorama, 720p@30fps video, ổn định video; VGA trước | Kính chống xước, microSD (lên đến 32 GB), chứng nhận PlayStation, NFC, Bluetooth 4.0 với A2DP, Wi-Fi và Wi-Fi Hotspot (IEEE 802.11b/g/n), DLNA, GSM, UMTS, aGPS, microUSB, gia tốc, gần, la bàn, stereo FM radio với RDS | Adreno 305                                                                     |
| Sony Xperia Z1               | 2,2 GHz lõi-kép Krait                                                                    | 16 GB              | 2 GB                | Android 4.2.2 Jelly Bean                      |                                                                   | 144 × 74 × 8.5 mm       | 170 g   | 5,0" 1.920 × 1.080 diagonal TFT, 441 ppi                                                       | QWERTY mềm    | 20,7 MP sau cảm biến ánh sáng với LED flash, quay video 1080p | IP55 / IP58 (chống bụi, chống bắn & thấm nước) | Adreno 330                                                                     |
| Sony Xperia Z                | 1,5 GHz lõi-tứ Snapdragon S4 Pro                                                         | 16 GB              | 2 GB                | Android 4.1 (Jelly Bean), có thể nâng cấp 4.2 | Timescape UI, Sony Mobile BRAVIA Engine 2, chứng nhận PlayStation | 139 × 71 × 7,9 mm       | 146 g   | 5,0" 1.920 × 1.080, 441 ppi                                                                    | QWERTY mềm    | 13,1 MP sau với Exmor RS, tự động lấy nét liên tiếp, LED flash, thẻ vật lý, chạm lấy nét, nhận diện khuôn mặt, ổn định hình ảnh, ổn định video, HDR, sweep panorama, 1080p@30fps video; 2,2 MP trước, 1080p@30fps video | Chống bụi và nước (IP55, IP57), kính chống vỡ và xước, microSD (lên đến 32 GB), NFC, Bluetooth 4.0 với A2DP, Wi-Fi và Wi-Fi Hotspot (IEEE 802.11b/g/n, Miracast, DLNA), GSM, UMTS, LTE, aGPS, GLONASS, microUSB, MHL, gia tốc, con quay luân hồi, gần, la bàn, stereo FM radio với RDS                                                                | Adreno 320                                                                     |
| Sony Xperia ZL               | 1,5 GHz lõi-tứ Qualcomm Krait (MSM8064)                                                  | 16 GB              | 2 GB                | Android 4.1 (Jelly Bean), nâng cấp lên 4.2    | Timescape UI, Sony Mobile BRAVIA Engine 2, chứng nhận PlayStation | 131,6 × 69,3 × 9,8 mm   | 151 g   | 5,0" 1.920 × 1.080, 441 ppi                                                                    | Soft QWERTY   | 13 MP sau với 4128x3096 pixels, tự động lấy nét liên tục, LED flash, thẻ địa lý, chạm lấy nét, nhận diện khuôn mặt, ổn định hình ảnh, sweep panorama, video light, ổn định video, 1080p@30fps video; 2 MP sau, 720p@30fps video | Kính chống vỡ và xước, microSD (lên đến 32 GB), NFC, Bluetooth 4.0 với A2DP, Wi-Fi (IEEE 802.11b/g/n, Miracast, DLNA), GSM, UMTS, LTE, aGPS, GLONASS, microUSB, MHL, gia tốc, con quay luân hồi, gần, la bàn, stereo FM radio với RDS | Adreno 320                                                                     |
| Sony Xperia SP               | 1,7 GHz lõi-kép Qualcomm Krait (MSM8960T)                                                | 8 GB               | 1 GB                | Android 4.1 (Jelly Bean), nâng cấp lên 4.3    | Timescape UI, Sony Mobile BRAVIA Engine 2, chứng nhận PlayStation | 130,6 × 67,1 × 10 mm    | 155 g   | 4,6" 1.280 × 720, 319 ppi                                                                      | Soft QWERTY   | 8 MP sau với 3264x2448 pixels, tự động lấy nét liên tục, LED flash, thẻ địa lý, chạm lấy nét, nhận diện khuôn mặt, ổn định hình ảnh, sweep panorama, video light, ổn định video, 1080p@30fps video; 0,3 MP sau, 480p@30fps video | Corning Gorilla Glass, microSD (lên đến 32 GB), NFC, Bluetooth 4.0 với A2DP, Wi-Fi (IEEE 802.11b/g/n, Miracast, DLNA), GSM, UMTS, LTE, aGPS, GLONASS, microUSB, MHL, gia tốc, con quay luân hồi, gần, la bàn, stereo FM radio với RDS | Adreno 320                                                                     |
| YotaPhone                    | 1,5 GHz lõi kép Qualcomm Snapdragon S4 Plus                                              | 32 GB, 64 GB       | 2 GB                | Android 4.2 (Jelly Bean)                      |                                                                   | 131 × 67 × 9,9 mm       | 140 g   | 4,3" 1.280 × 720                                                                               | Soft QWERTY   | 12 MP sau với LED flash, trước 720p | E-Paper-Display (EPD) back, màn hình Gorilla Glass, GPRS, EDGE, HSPA, NFC, HSPA+, LTE (800/1.800/2.600 MHz), WLAN 802.11 b/g/n, Bluetooth 4.0, 2.100 mAh |                                                                                |
| ZTE Grand S                  | 1,7 GHz lõi tứ Snapdragon S4 Pro                                                         | 16 GB              | 2 GB                | Android 4.1.2 (Jelly Bean)                    |                                                                   | x × x × 6,9 mm          | g       | 5,0" 1.920 × 1.080, 441 ppi                                                                    | Soft QWERTY   | 13 MP sau với tự động lấy nét, LED flash, thẻ địa lý, chạm lấy nét, nhận diện khuôn mặt, 1080p@30fps video; 2.0 MP sau, 1080p@30fps video | microSD (lên đến 32 GB), aGPS, gia tốc, con quay, cảm biến gần, la bàn |                                                                                |

### 2012
| Sản phẩm                                                                                       | CPU                                              | Bộ nhớ trong                       | RAM    | OS                                    | UI                                   | Kích thước                                                        | Nặng    | Màn hình                                              | Bàn phím    | Máy ảnh | Khác | GPU                    |
| ---------------------------------------------------------------------------------------------- | ------------------------------------------------ | ---------------------------------- | ------ | ------------------------------------- | ------------------------------------ | ----------------------------------------------------------------- | ------- | ----------------------------------------------------- | ----------- | --- | --- | ---------------------- |
| Apple iPhone 5                                                                                 | 1.3 GHz lõi-kép Apple A6                         | 16, 32, hoặc 64 GB                 | 1 GB   | iOS 6.0 nâng cấp lên iOS 7.0          |                                      | 123,8 × 58,6 × 7,6 mm                                             | 112 g   | 4,0" 1.136 × 640, 326 ppi                             | QWERTY mềm  | 8,0 MP với LED flash, nhận diện khuôn mặt, ổn định hình ảnh, thẻ địa lý, infrared cut-off filter, cảm biến ánh sáng, và có sẵn chụp hình trong khi quay video, 1080p@30fps video; 1,2 MP trước, 720p@30fps video | Đa chạm, 3-axis gia tốc, 3-axis con quay luân hồi, aGPS, GLONASS, gần và ánh sáng môi trường, la bàn kỹ thuật số, chống ồn, Wi-Fi (802.11 a/b/g/n), Siri, Bluetooth 4.0 w/A2DP, Multiband LTE, HDPA+ và HSPA, nano-SIM, Lightning (connector), EarPods | PowerVR SGX543MP3      |
| HTC One V                                                                                      | 1 GHz Qualcomm MSM 8255 Snapdragon               | 4 GB                               | 512 MB | Android 4.0.3                         | HTC Sense 4.0                        |                                                                   | 115 g   | 3.7" 480x800 WVGA SLCD                                | QWERTY mềm  | 5 MP AF sau với LED flash kép, thẻ địa lý, 720p video @ 25khung/giây | microSD, gia tốc, GPS, aGPS, đa chạm, cảm biến gần, Wi-Fi b/g/n, Bluetooth 4.0, Beats Audio | Adreno 205             |
| HTC One S                                                                                      | 1,5 GHz lõi kép Qualcomm MSM 8260A Snapdragon S4 | 16 GB                              | 1 GB   | Android 4.0.3/4.0.4                   | HTC Sense 4.0/4.1                    |                                                                   | 119,5 g | 4,3" 540×960 qHD Super AMOLED                         | Soft QWERTY | 8 MP AF trước với LED flash kép, thẻ địa lý, 1080p video @ 30frame/s; 0,3 MP VGA sau | Gia tốc, con quay, GPS, aGPS, đa chạm, cảm biến gần, la bàn, Wi-Fi b/g/n, Bluetooth 3.0, DLNA, MHL, âm thanh vòng, Beats Audio | Adreno 225             |
| HTC One X                                                                                      | 1,5 GHz lõi-tứ ARM Cortex-A9, Nvidia Tegra 3     | 32 GB                              | 1 GB   | Android 4.0.3/4.0.4                   | HTC Sense 4.0/4.1                    |                                                                   | 130 g   | 4,7" HD 720p 720x1.280 pixels Super IPS LCD2          | QWERTY mềm  | 8 MP AF sau với LED flash kép, thẻ địa lý, 1080p video @ 30frame/s; 1,3 MP (với quay video 720p) | Gia tốc, con quay, GPS, aGPS, đa chạm, cảm biến gần, la bàn, Wi-Fi b/g/n, Bluetooth 3.0, DLNA, MHL, âm thanh vòng | ULP GeForce (@520 MHz) |
| HTC One X+                                                                                     | 1,7 GHz, lõi tứ ARM Cortex-A9, Nvidia Tegra 3    | 64 GB                              | 1 GB   | Android 4.1.1                         | HTC Sense 4+                         | 134,36 × 69,9 × 8,9 mm                                            | 135 g   | 4.7" HD 720p super LCD 2 cảm ứng với Gorilla® Glass 2 | QWERTY mềm  | 8 MP với tự động lấy nét, LED flash, và cảm biến BSI, thẻ địa lý, 1080p video @ 30frame/s; 1,6 MP (với quay video 720p), xử lý hình ảnh chuyên dụng HTC "ImageSense"                                             | Gia tốc, con quay, GPS, aGPS, đa chạm, cảm biến gần, la bàn, Wi-Fi b/g/n, Bluetooth 3.0, DLNA, MHL, âm thanh vòng | ULP GeForce (@520 MHz) |
| Nexus 4                                                                                        | 1,5 GHz lõi-tứ Snapdragon S4 Pro                 | 8 GB hoặc 16 GB                    | 2 GB   | Android 4.3 (Jelly Bean)              |                                      | 133,9 × 68,7 × 9,1 mm                                             | 139 g   | 4,7" 1.280 × 768, 316 ppi                             | QWERTY mềm  | 8 MP sau, LED flash, 1080p@30fps video; 1,3 MP trước, 1080p@30fps video | NFC, Bluetooth 4.0 với A2DP, Wi-Fi và hỗ trợ Wi-Fi Hotspot (IEEE 802.11 a/b/g/n), GSM, 3G, UMTS, GPS, GLONASS, microUSB, gia tốc, con quay, gần, áp kế, la bàn                                                                                         | Adreno 320             |
| Nokia Lumia 900                                                                                | 1,4 GHz Qualcomm APQ8055 (Snapdragon S2)         | 16 GB                              | 512 MB | Windows Phone 7.5                     |                                      | 90 cm³ 127,8 × 68,5 × 11,5 mm                                     | 160 g   | 4,3" 480 × 800 AMOLED                                 | Soft QWERTY | 8 MP AF sau với Carl Zeiss optics, LED flash kép, thẻ địa lý, quay video 720p HD @ 30fps; 1,3 MP trước với 640x480 @ 15fps video recording                                                                       | Gia tốc, GPS, aGPS, đam chạm, cảm biến gần, lan bàn, FM Radio w/ RDS, Wi-Fi b/g/n, Bluetooth 2.1+EDR, chống ồn | Adreno 205             |
| Nokia Lumia 920                                                                                | 1,5 GHz Qualcomm APQ8055 (Snapdragon S4)         | 32 GB                              | 1 GB   | Windows Phone 8                       |                                      | 99 cm³ 130,3 × 70,8 × 10,7 mm                                     | 185 g   | 4,5" 768 × 1.280 AMOLED                               | Soft QWERTY | 8,7 MP AF sau với Carl Zeiss optics, LED flash kép, thẻ địa lý, quay video 720p HD @ 30fps; 1,3 MP trước với 1.280 x 960 @ 15fps video recording                                                                 | Gia tốc, GPS, aGPS, đa chạm, cảm biến gần, la bàn, FM Radio w/ RDS, Wi-Fi b/g/n, Bluetooth 2.1+EDR, chống ồn | Adreno 205             |
| Samsung Exhibit II 4G                                                                          | 1 GHz, MSM8255, Qualcomm                         | 16 hoặc 32 GB                      | 512 MB | Android                               |                                      | 81,9 cm³ 4,54" x 2,35" x 0,45"                                    | 135 g   | 3,7" 480×800                                          | QWERTY mềm  | 3,0 MP AF, LED flash, | Bluetooth, Wi-Fi, GPS | Adreno 205             |
| Samsung Galaxy Note II                                                                         | 1,6 GHz lõi-tứ Cortex-A9                         | 16, 32 hoặc 64 GB bộ nhớ trong     | 2 GB   | Android 4.1.1 (Jelly Bean)            | TouchWiz "Nature UX"                 | 108 cm³ 151,1 mm (5,95 in) x 80,5 mm (3,17 in) x 9,4 mm (0,37 in) | 180 g   | 5,5" 720 x 1.280 HD Super AMOLED 267 ppi              | Soft QWERTY | 8 MP AF, quay video 1080p HD (sau); 1,9 MP (trước) | Wi-Fi hotspot, Gorilla Glass 2, AllShare, Online services Google Play, Samsung Apps, Samsung Music Hub Có sẵn "Xám Titanium", "Trắng thạch cao" | ARM Mali-400MP         |
| Samsung Galaxy S III GT-I9300 (quốc tế)                                                        | 1,4 GHz lõi-tứ Exynos                            | 16, 32 hoặc 64 GB + 32 GB micro SD | 1 GB   | Android 4.0.4                         | TouchWiz                             | 136,6×70,7×8,6 mm                                                 | 133 g   | 4,8" 720 × 1.280 Super AMOLED 306 ppi                 | QWERTY mềm  | 8 MP AF, quay video 1080p HD (sau); 1,9 MP (trước) | 3-axis gia tốc, 3-axis con quay, đa chạm, từ kế, GPS, aGPS, la bàn, microSD, FM radio, Wi-Fi a/b/g/n, Bluetooth 4.0, NFC, hỗ trợ DLNA, MHL, chống ồn,                                                                                                  | Mali-400 MP            |
| Samsung Galaxy S III SHV-E210K/L/S (Hàn Quốc)                                                  | 1.4 GHz lõi-tứ Exynos                            | 16, 32 hoặc 64 GB + 32 GB micro SD | 2 GB   | Android 4.0.4                         | TouchWiz                             | 136,6×70,6×9,0 mm                                                 | 138,5 g | 4,8" 720 × 1.280 Super AMOLED 306 ppi                 | Soft QWERTY | 8 MP AF, 1.080p HD video recording (sau); 1,9 MP (trước) | 3-axis gia tốc, 3-axis con quay, đa chạm, từ kế, GPS, aGPS, la bàn, microSD, FM radio, Wi-Fi a/b/g/n, Bluetooth 4.0, NFC, hỗ trợ DLNA, MHL, loại bỏ tiếng ồn,                                                                                          | Mali-400 MP            |
| Samsung Galaxy S III SGH-T999[v], SGH-I747[m], SGH-N064 (SC-06D), SCH-R530, SCH-I535, SPH-L710 | 1.5 GHz lõi-kép Snapdragon S4                    | 16 hoặc 32 GB + 32 GB micro SD     | 2 GB   | Android 4.0.4                         | TouchWiz                             | 136,6×70,7×8,6 mm                                                 | 133 g   | 4,8" 720 × 1.280 Super AMOLED 306 ppi                 | QWERTY mềm  | 8 MP AF, quay video 1080p HD (sau); 1,9 MP (trước) | 3-axis gia tốc, 3-axis con quay, đa chạm, từ kế, GPS, aGPS, la bàn, microSD, FM radio, Wi-Fi a/b/g/n, Bluetooth 4.0, NFC, hỗ trợ DLNA, MHL, loại bỏ tiếng ồn,                                                                                          | Adreno 225             |
| Samsung Galaxy S III GT-I9305[T] (Quốc tế)                                                     | 1,4 GHz lõi-tứ Exynos                            | 16 hoặc 32 GB + 32 GB micro SD     | 2 GB   | Android 4.0.4                         | TouchWiz                             | 136,6×70,7×8,6 mm                                                 | 133 g   | 4,8" 720 × 1.280 Super AMOLED 306 ppi                 | QWERTY mềm  | 8 MP AF, quay 1.080p HD video (sau); 1,9 MP (trước) | 3-axis gia tốc, 3-axis con quay, đa chạm, từ kế, GPS, aGPS, la bàn, microSD, FM radio, Wi-Fi a/b/g/n, Bluetooth 4.0, NFC, hỗ trợ DLNA, MHL, loại bỏ tiếng ồn,                                                                                          | Mali-400 MP            |
| Samsung Galaxy S III mini                                                                      | 1.0 GHz dual-core Cortex-A9                      | 8 GB + micro SD                    | 1 GB   | Android 4.1.2                         | TouchWiz                             | 121,6×63×9,9 mm                                                   | 112 g   | 4" 480 × 800 Super AMOLED 233 ppi                     | Soft QWERTY | 5 MP AF, 720p HD video recording (rear); 0.3 MP (front) | 3-axis gia tốc, 3-axis con quay, đa chạm, GPS, aGPS, la bàn, microSD, FM radio, Wi-Fi a/b/g/n, Bluetooth 4.0, hỗ trợ DLNA, MHL | Mali-400               |
| Sony Xperia V                                                                                  | 1,5 GHz lõi-kép Snapdragon S4                    | 8 GB                               | 1 GB   | Android 4.0                           | Timescape UI, chứng nhận PlayStation | 129 × 65 × 10,7 mm                                                | 120 g   | 4,3" HD 720 × 1.280 TFT LCD (340 ppi)                 | Soft QWERTY | 1080p FullHD video, f/2.4, cảm biến Exmor R, ổn định hình ảnh & video; 0,3Mp máy ảnh trước | Gia tốc, đa chạm, cảm biến ánh sáng, GPS, GLONASS, la bàn, Wi-Fi 802.11 a/b/g/n, Bluetooth 4.0, FM Radio w/ RDS, DLNA | Adreno 225             |
| Sony Xperia S                                                                                  | 1,5 GHz Qualcomm MSM 8260 1.5 GHz lõi kép        | 32 GB eMMC                         | 1 GB   | Android 2.3 (upgradable to ICS 4.0.4) | Timescape UI, chứng nhận PlayStation | 86,8 cm³ 128 × 64 × 10,6 mm                                       | 144 g   | 4,3" HD 720 × 1.280 TFT LCD (340 ppi)                 | QWERTY mềm  | 12,1 1080p FullHD video, f/2.4, cảm biến Exmor R, ổn định hình ảnh & video; 1,3Mp máy ảnh trước, 720p HD | Gia tốc, đa chạm, cảm biến gần, GPS, aGPS, la bàn, Wi-Fi 802.11 b/g/n, Wi-Fi hotspot, Bluetooth 2.1 w/ A2DP, FM Radio w/ RDS, cổng HDMI, DLNA | Adreno 220             |
| Sony Xperia Sola                                                                               | 1 GHz lõi kép                                    | 380 MB                             | 512 MB | Android 4.0                           | Timescape UI                         | 86 cm³ 116 × 57 × 13 mm                                           | 126 g   | 3,7" 480 × 854                                        | Soft QWERTY | 5 MP, 3264 × 2448 pixels, Exmor-R, nhận diện khuôn mặt, AF, LED flash, quay video 720p HD | Wi-Fi 802.11 b/g, HDMI-out, đa chạm, cảm biến ánh sáng gần và xung quanh, Bluetooth 2.1 với A2DP | Adreno 205             |
| Samsung ATIV S                                                                                 | 1,5 GHz Qualcomm Snapdragon S4 MSM8960 lõi kép   | 16 hoặc 32 GB + microSD            | 1 GB   | Windows Phone 8                       |                                      | 84,151cm³ 137,2 x 70,5 x 8,7mm                                    | 135 g   | 4,8" 1.280×720                                        |             | 8 MP với flash (sau); | Gia tốc, pin 2300 mAh, NFC | Adreno 225             |

### 2006
| Sản phẩm                             | CPU                     | Bộ nhớ trong | RAM   | OS               | Kích thước | Nặng  | Màn hình       | Bàn phím     | Máy ảnh                                    | Khác    |
| ------------------------------------ | ----------------------- | ------------ | ----- | ---------------- | ---------- | ----- | -------------- | ------------ | ------------------------------------------ | ------- |
| HTC TyTN (aka AT&T 8525, HTC Hermes) | 400 MHz Samsung SC32442 | 128 MB       | 64 MB | Windows Mobile 6 | 143 cm³    | 176 g | 2,8" 240 × 320 | QWERTY trượt | 1,92 MP AF với flash (sau) 0,31 MP (trước) | microSD |

### 2005
| Sản phẩm                                                        | CPU                                | Bộ nhớ trong | RAM   | OS               | Kích thước | Nặng  | Màn hình       | Bàn phím         | Máy ảnh           | Khác   |
| --------------------------------------------------------------- | ---------------------------------- | ------------ | ----- | ---------------- | ---------- | ----- | -------------- | ---------------- | ----------------- | ------ |
| HTC Wizard (aka Cingular 8125, HTC Prodigy, or T-Mobile MDA US) | 195 MHz Texas Instruments OMAP 850 | 128 MB       | 64 MB | Windows Mobile 5 | 148 cm³    | 168 g | 2,8" 240 × 320 | Slide-out QWERTY | 1,31 MP với flash | miniSD |

### 2004
| Sản phẩm                                                         | CPU                         | Bộ nhớ trong  | RAM    | OS                                 | Kích thước | Nặng  | Màn hình       | Bàn phím     | Máy ảnh           | Khác |
| ---------------------------------------------------------------- | --------------------------- | ------------- | ------ | ---------------------------------- | ---------- | ----- | -------------- | ------------ | ----------------- | ---- |
| HTC Blue Angel (aka Audiovox Harrier, HTC Harrier, hoặc XDA IIs) | 400 MHz Intel XScale PXA263 | 64 hoặc 96 MB | 128 MB | Windows Mobile 2003 Second Edition | 81,4 cm³   | 208 g | 3,5" 240 × 320 | QWERTY trượt | 0,31 MP với flash | SD   |

## Mạng và kết nối
| Sản phẩm                                            | CDMA                  | GSM                       | UMTS (WCDMA)                                                                               | 3G    | 4G    | Bluetooth                 | DVB-H                              | EDGE                     | Ev-DO | IrDA                                    | GPRS     | GPS              | HSDPA                | HSUPA                | Wi-Fi                       | Khác                                                      |
| --------------------------------------------------- | --------------------- | ------------------------- | ------------------------------------------------------------------------------------------ | ----- | ----- | ------------------------- | ---------------------------------- | ------------------------ | ----- | --------------------------------------- | -------- | ---------------- | -------------------- | -------------------- | --------------------------- | --------------------------------------------------------- |
| Apple iPhone                                        | Không                 | 850, 900, 1800, 1900      | Không                                                                                      | Không | Không | 2.0 + EDR                 | Không                              | Có                       | Không | Không                                   | Có       | Không            | Không                | Không                | b/g                         |                                                           |
| Apple iPhone 3G                                     | Có                    | 850, 900, 1800, 1900      | 850, 1900, 2100                                                                            | Có    | Không | 2.0 + EDR                 | Không                              | Có                       | Không | Không                                   | Có       | aGPS             | 850, 1900, 2100      | Không                | b/g                         |                                                           |
| Apple iPhone 3GS                                    | Không                 | 850, 900, 1800, 1900      | 850, 1900, 2100                                                                            | Có    | Không | 2.0 + EDR                 | Không                              | Có                       | Không | Không                                   | Có       | aGPS             | 850, 1900, 2100      | Không                | b/g                         |                                                           |
| Apple iPhone 4 (bản GSM)                            | Không                 | 850, 900, 1800, 1900      | 850, 900, 1900, 2100                                                                       | Có    | Không | 2.1 + EDR                 | Không                              | Có                       | Không | Không                                   | Có       | aGPS             | 850, 900, 1900, 2100 | 850, 900, 1900, 2100 | b/g/n                       |                                                           |
| Apple iPhone 4 (bản CDMA)                           | 800, 1900             | Không                     | Không                                                                                      | Có    | Không | 2.1 + EDR                 | Không                              | Không                    | Có    | Không                                   | Không    | aGPS             | 800, 1900            | Không                | b/g/n                       |                                                           |
| Apple iPhone 4S                                     | 800, 1900             | 850, 900, 1800, 1900      | 850, 900, 1900, 2100                                                                       | Có    | Không | 4.0                       | Không                              | Có                       | Có    | Không                                   | Có       | aGPS             | 850, 900, 1900, 2100 | 850, 900, 1900, 2100 | b/g/n                       | Combined GSM/UMTS/CDMA handset                            |
| Apple iPhone 5                                      | 800, 1900             | Có                        | Có                                                                                         | Có    | Có    | 4.0                       | ?                                  | Có                       | ?     | ?                                       | ?        | aGPS             | ?                    | ?                    | a/b/g/n                     |                                                           |
| HTC Blue Angel/Audiovox Harrier/HTC Harrier/XDA IIs | Có                    | 850, 900, 1800, 1900      | Không                                                                                      | Không | ?     | Có                        | Không                              | Không                    | Không | Có                                      | Có       | Không            | Không                | Không                | b, chỉ bản GSM              | FM radio, separate GSM/UMTS & CDMA models                 |
| E-TEN glofiish X500+                                | Không                 | 850, 900, 1800, 1900      | Không                                                                                      | Không | ?     | 2.0                       | Không                              | Có                       | Không | Không                                   | Class 10 | aGPS             | Không                | Không                | b/g                         | FM radio                                                  |
| HTC Touch Diamond                                   | Không                 | Có                        | Có                                                                                         | Có    | ?     | 2.0 + EDR                 | Không                              | Có                       | Không | Không                                   | Có       | GPS + aGPS ready | 7.2                  | Không                | b/g                         | FM radio                                                  |
| HTC Touch Pro (Raphael 100)                         | Không                 | 850, 900, 1800, 1900      | 900, 2100                                                                                  | Có    | ?     | 2.0 + EDR                 | Không                              | Có                       | Không | Không                                   | Có       | aGPS             | Có                   | Có                   | b/g                         |                                                           |
| HTC Touch Pro (Raphael 800)                         | 800, 1900             | Không                     | Không                                                                                      | Không | ?     | 2.0 + EDR                 | Không                              | Không                    | Không | One-band Ev-DO 2000 1xEv-DO Rev A.      | Không    | aGPS             | Không                | Không                | b/g                         |                                                           |
| HTC TyTN (aka AT&T 8525, HTC Hermes)                | Không                 | 850, 900, 1800, 1900      | 850, 1900, 2100                                                                            | Không | ?     | 2.0                       | Không                              | Có                       | Không | Có                                      | Có       | Không            | Có                   | Không                | b/g                         |                                                           |
| HTC TyTN II (aka AT&T Tilt, HTC Kaiser)             | Không                 | 850, 900, 1800, 1900      | 850, 1900, 2100                                                                            | Không | ?     | 2.0 + EDR                 | Không                              | Có                       | Không | Không                                   | Có       | aGPS             | Có                   | Có                   | b/g                         |                                                           |
| Lobster 700TV                                       | Có                    | Không                     | Không                                                                                      | Không | ?     | Không                     | Không                              | Không                    | Không | Không                                   | Có       | Không            | Không                | Không                | Không                       | DAB digital radio, DABTV television                       |
| LG CT810 Incite                                     | Không                 | 850, 900, 1800, 1900      | 850, 1900, 2100                                                                            | HSDPA | ?     | 2.0                       | Không                              | Có                       | Không | Không                                   | Có       | aGPS             | Có                   | Không                | b/g                         | FM radio                                                  |
| LG P500 Optimus One                                 | Không                 | 850, 900, 1800, 1900      | 850, 1900, 2100                                                                            | HSDPA | ?     | 2.1                       | Không                              | Có                       | Không | Không                                   | Có       | aGPS             | Có                   | Không                | b/g                         | FM radio                                                  |
| Motorola RIZR Z8                                    | Không                 | 850, 900, 1800, 1900      | Không                                                                                      | Không | ?     | Class 2                   | Không                              | Có                       | Không | Không                                   | Không    | Có               | Có                   | Không                | Không                       |                                                           |
| Motorola RIZR Z10                                   | Không                 | 850, 900, 1800, 1900      | Không                                                                                      | Không | ?     | Class 2                   | Không                              | Có                       | Không | Không                                   | Có       | Không            | Có                   | Không                | Không                       |                                                           |
| Motorola Q9c                                        | Có                    | Không                     | Không                                                                                      | Không | ?     | Có                        | Không                              | Không                    | Không | Có                                      | Không    | Không            | Không                | Không                | Needs WiFi SDIO card        |                                                           |
| Nokia E51                                           | Không                 | EGSM 850, 900, 1800, 1900 | 850, 2100                                                                                  | Có    | ?     | 2.0                       | Không                              | Không                    | Không | Không                                   | Có       | Không            | Có                   | Không                | Có                          | FM radio                                                  |
| Nokia E71                                           | Không                 | GSM 850, 900, 1800, 1900  | Băng thông đôi UMTS, HSDPA: E71-1 UMTS 900, 2100 E71-2 UMTS 850, 1900 E71-3 UMTS 850, 2100 | Có    | ?     | 2.0+EDR A2DP stereo audio | Không                              | GSM 850, 900, 1800, 1900 | Không | Có                                      | Có       | aGPS             | Có                   | Không                | b/g WEP WPA WPA2 (AES/TKIP) | FM radio                                                  |
| Nokia E72                                           | Không                 | GSM 850, 900, 1800, 1900  | Dual-band UMTS, HSDPA: E72-1 UMTS 900, 2100 E72-2 UMTS 850, 1900 E72-3 UMTS 850, 2100      | Có    | ?     | 2.0+EDR A2DP stereo audio | Không                              | GSM 850, 900, 1800, 1900 | Không | Không                                   | Có       | aGPS             | Có                   | Có                   | b/g WEP WPA WPA2 (AES/TKIP) | FM radio                                                  |
| Nokia E90 Communicator                              | Không                 | 850, 900, 1800, 1900      | 2100                                                                                       | Có    | ?     | 2.0 with A2DP             | Không                              | Có                       | Không | Có                                      | Có       | aGPS             | Có                   | Không                | Có                          | FM radio                                                  |
| Nokia N82                                           | Không                 | 850, 900, 1800, 1900      | Có                                                                                         | Có    | ?     | Có                        | Không                              | Có                       | Không | Không                                   | Có       | aGPS             | Có                   | Không                | Có                          | FM radio                                                  |
| Nokia N95 - 8GB                                     | Không                 | 850, 900, 1800, 1900      | Có                                                                                         | Có    | ?     | Có                        | Không                              | Có                       | Không | Có                                      | Có       | aGPS             | Có                   | Không                | Có                          |                                                           |
| Nokia N96                                           | Không                 | 850, 900, 1800, 1900      | 850, 1900 or 900, 2100                                                                     | Có    | ?     | 2.0 với A2DP              | Có                                 | Có                       | Không | Không                                   | Có       | aGPS             | Có                   | Có                   | b/g                         | FM radio                                                  |
| Nokia N8                                            | Không                 | 850, 900, 1800, 1900      | 850, 900, 1700, 1900, 2100                                                                 | Có    | ?     | 3.0                       | with Nokia Mobile TV Headset DVB-H | Có                       | Không | Không                                   | Có       | aGPS             | Có                   | Có                   | b/g/n                       | FM radio-transmitter                                      |
| Nokia N9                                            | Không                 | 850, 900, 1800, 1900      | 850, 900, 1700, 1900, 2100                                                                 | Có    | ?     | 2.1 + EDR                 | Không                              | Có                       | Không | Không                                   | Có       | aGPS             | Có                   | Có                   | a/b/g/n (2,4 và 5 Ghz)      | Hardware for FM radio-transmitter, no software from Nokia |
| Nokia N900                                          | Không                 | 850, 900, 1800, 1900      | 900, 1700, 2100                                                                            | Có    | ?     | 2.1 + EDR                 | Không                              | Có                       | Không | Infrared transmitter for remote control | Có       | aGPS             | Có                   | Có                   | b/g                         | FM radio-transmitter                                      |
| Palm Centro                                         | CDMA2000 1xRTT        | 850, 900, 1800, 1900      | Không                                                                                      | Có    | ?     | Có                        | Không                              | 850, 900, 1800, 1900     | Có    | Có                                      | Có       | Không            | Không                | Không                | Không                       | Separate GSM/UMTS & CDMA models                           |
| Palm Pre                                            | 800, 1900, 2000 1xRTT | Không                     | Không                                                                                      | Có    | ?     | 2.0+EDR                   | Không                              | Không                    | Có    | Không                                   | Không    | aGPS             | Không                | Không                | b/g                         |                                                           |
| Palm Pre Plus                                       | CDMA 2000 800, 1900   | 850, 900, 1800, 1900      | Không                                                                                      | Có    | ?     | 2.1+EDR A2DP stereo audio | Không                              | Không                    | Có    | Không                                   | Có       | aGPS             | Có                   | Không                | b/g                         | HP Touchstone Charging, separate GSM/UMTS & CDMA models   |
| Palm Treo 700p                                      | Có                    | Không                     | Không                                                                                      | Không | ?     | Có                        | Không                              | Không                    | Có    | Có                                      | Không    | Không            | Không                | Không                | Không                       |                                                           |
| RIM BlackBerry Pearl (8100, 8110, 8120, 8220)       | Không                 | 850, 900, 1800, 1900      | Không                                                                                      | Không | ?     | 2.0                       | Không                              | Có                       | Không | Không                                   | Có       | Có, 8110 only    | Không                | Không                | b/g (8120 và 8220)          |                                                           |
| RIM BlackBerry Pearl (8130)                         | CDMA2000 800, 1900    | Không                     | Không                                                                                      | Không | ?     | 2.0 A2DP                  | Không                              | Không                    | 1x    | Không                                   | Không    | Có               | Không                | Không                | Không                       |                                                           |
| RIM BlackBerry Curve (8300, 8310, 8320)             | Không                 | 850, 900, 1800, 1900      | Không                                                                                      | Không | ?     | Có                        | Không                              | Có                       | Không | Không                                   | Có       | Có, 8310 only    | Không                | Không                | Có, 8320 only               |                                                           |
| RIM BlackBerry Curve (8330)                         | CDMA 2000 800, 1900   | Không                     | Không                                                                                      | Không | ?     | Có                        | Không                              | Không                    | 1X    | Không                                   | Không    | Có               | Không                | Không                | Không                       |                                                           |
| RIM BlackBerry 8700c                                | Không                 | 850, 900, 1800, 1900      | Không                                                                                      | Không | ?     | Có                        | Không                              | Có                       | Không | Không                                   | Có       | Không            | Không                | Không                | Không                       |                                                           |
| RIM BlackBerry 8800, 8820, 8830                     | Không                 | 850, 900, 1800, 1900      | Không                                                                                      | Không | ?     | Có                        | Không                              | Có                       | Không | Không                                   | Có       | Có               | Không                | Không                | a/b/g (8820)                |                                                           |
| Samsung Blackjack (SGH-i607)                        | Không                 | 850, 900, 1800, 1900      | Có                                                                                         | Có    | ?     | 2.0                       | Không                              | Có                       | Không | Không                                   | Có       | Không            | Có                   | Không                | Không                       |                                                           |
| Samsung SCH-i730                                    | 850, 1900             | Không                     | Không                                                                                      | Không | ?     | Có                        | Không                              | Không                    | Không | Không                                   | Không    | Không            | Không                | Không                | b                           |                                                           |
| Samsung SCH-i760                                    | Có                    | Không                     | Không                                                                                      | Có    | ?     | 2.0                       | Không                              | Có                       | Có    | Không                                   | Không    | Không            | Có                   | Không                | b/g                         |                                                           |
| Samsung Omnia (SGH-i900)                            | Có                    | 850, 900, 1800, 1900      | Có                                                                                         | Có    | ?     | 2.0 with A2DP             | Không                              | Có                       | Không | Không                                   | Có       | aGPS             | 7.2 3.5G             | Không                | b/g                         | FM radio, separate GSM/UMTS & CDMA models                 |
| Samsung Omnia II (SGH-i8000)                        | CDMA 2000 800, 1900   | 850, 900, 1800, 1900      | 2100                                                                                       | Có    | ?     | 2.0 with A2DP             | Không                              | Có                       | 1x    | Không                                   | Có       | GPS + aGPS       | 7.2 3.5G             | 5.76 3.5G            | b/g                         | FM radio (RDS), DLNA, separate GSM/UMTS & CDMA models     |
| Sony Ericsson P990                                  | Không                 | Có                        | Có                                                                                         | Có    | ?     | Có                        | Không                              | Không                    | Không | Có                                      | Không    | Không            | Không                | Không                | b                           |                                                           |
| Sony Ericsson W950i                                 | Không                 | Có                        | Có                                                                                         | Có    | ?     | 2.0                       | Không                              | Không                    | Không | Không                                   | Không    | Không            | Không                | Không                | Không                       |                                                           |
| Sony Ericsson W960i                                 | Không                 | 900, 1800, 1900           | 2100                                                                                       | Có    | ?     | with A2DP                 | Không                              | Không                    | Không | Không                                   | Không    | Không            | Không                | Không                | Có                          |                                                           |
| Sony Ericsson XPERIA X1                             | Không                 | 850, 900, 1800, 1900      | 850, 1700/1900, 2100 or 900, 1700/1900, 2100                                               | Có    | ?     | 2.1 with A2DP             | Không                              | Có                       | Không | Không                                   | Có       | aGPS             | Có                   | Có                   | Có                          |                                                           |
| Toshiba Portege G900                                | Không                 | 800, 1800, 1900           | 2100                                                                                       | Có    | ?     | 2.0                       | Không                              | Có                       | Không | Không                                   | Có       | Không            | Có                   | Không                | Có                          |                                                           |
| HP iPAQ Data Messenger & Voice Messenger            | Không                 | 850, 900, 1800            | Không                                                                                      | HSDPA | ?     | 2.0                       | Không                              | Có                       | Không | Không                                   | Có       | Có               | 850, 1900, 2100      | Không                | b/g                         |                                                           |
| Sản phẩm                                            | CDMA                  | GSM                       | UMTS (WCDMA)                                                                               | 3G    | 4G    | Bluetooth                 | DVB-H                              | EDGE                     | Ev-DO | IrDA                                    | GPRS     | GPS              | HSDPA                | HSUPA                | Wi-Fi                       | Khác                                                      |

## Liên kết
- Điện thoại thông minh